# Spirule
Spirula spirula, Spirula, Spirulidae
Famille
Genre
Espèce
Statut de conservation UICN

 LC  : Préoccupation mineure
La spirule (Spirula spirula) est une espèce de céphalopodes. C'est la seule espèce vivante du genre Spirula, de la famille Spirulidae et de l'ordre Spirulida.

## Description et caractéristiques

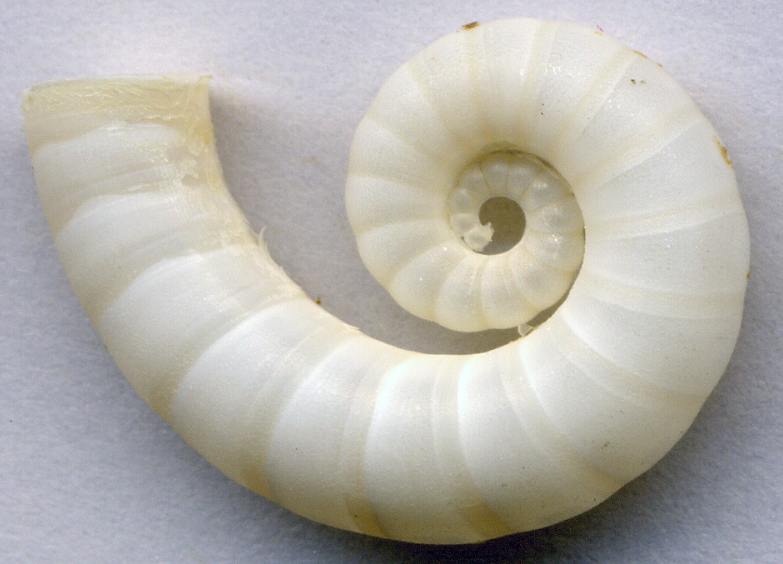
Coquille aux verticilles déconnectées.

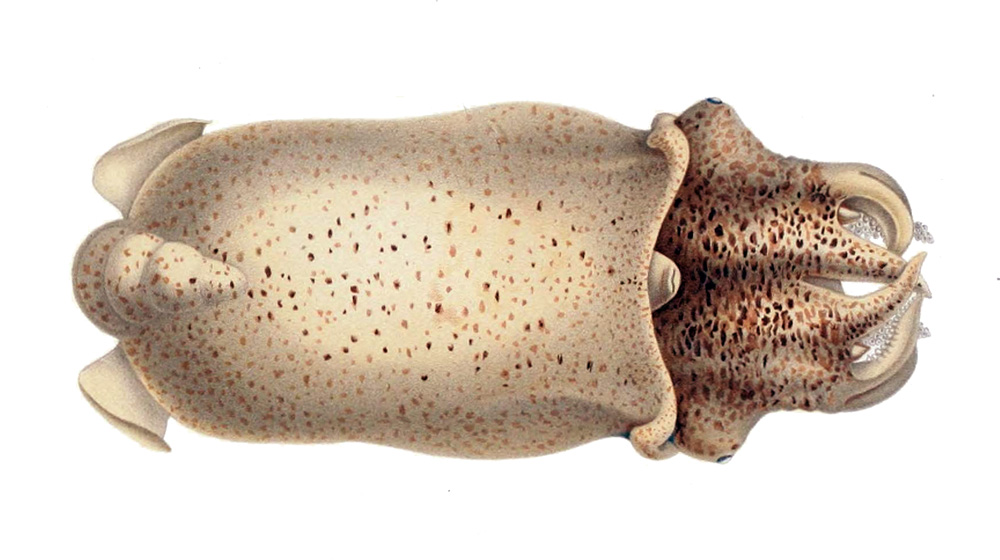
Larve.

Ce sont de petits céphalopodes ressemblant à une seiche ou à certains calmars, mais ils ne font pourtant partie d'aucun de ces deux groupes, ayant leur ordre à part. Ils sont caractérisés par une coquille interne enroulée et non soudée, pourvue de chambres réunies par un siphon en position proximale, à la manière de la coquille des nautiles. Leur taille ne dépasse pas 5 cm de long. Cependant des variations morphologiques notables (hauteur de la coquille, nombre de cloisons, enroulement...) pourraient conduire à distinguer plusieurs populations voire espèces à travers le monde.

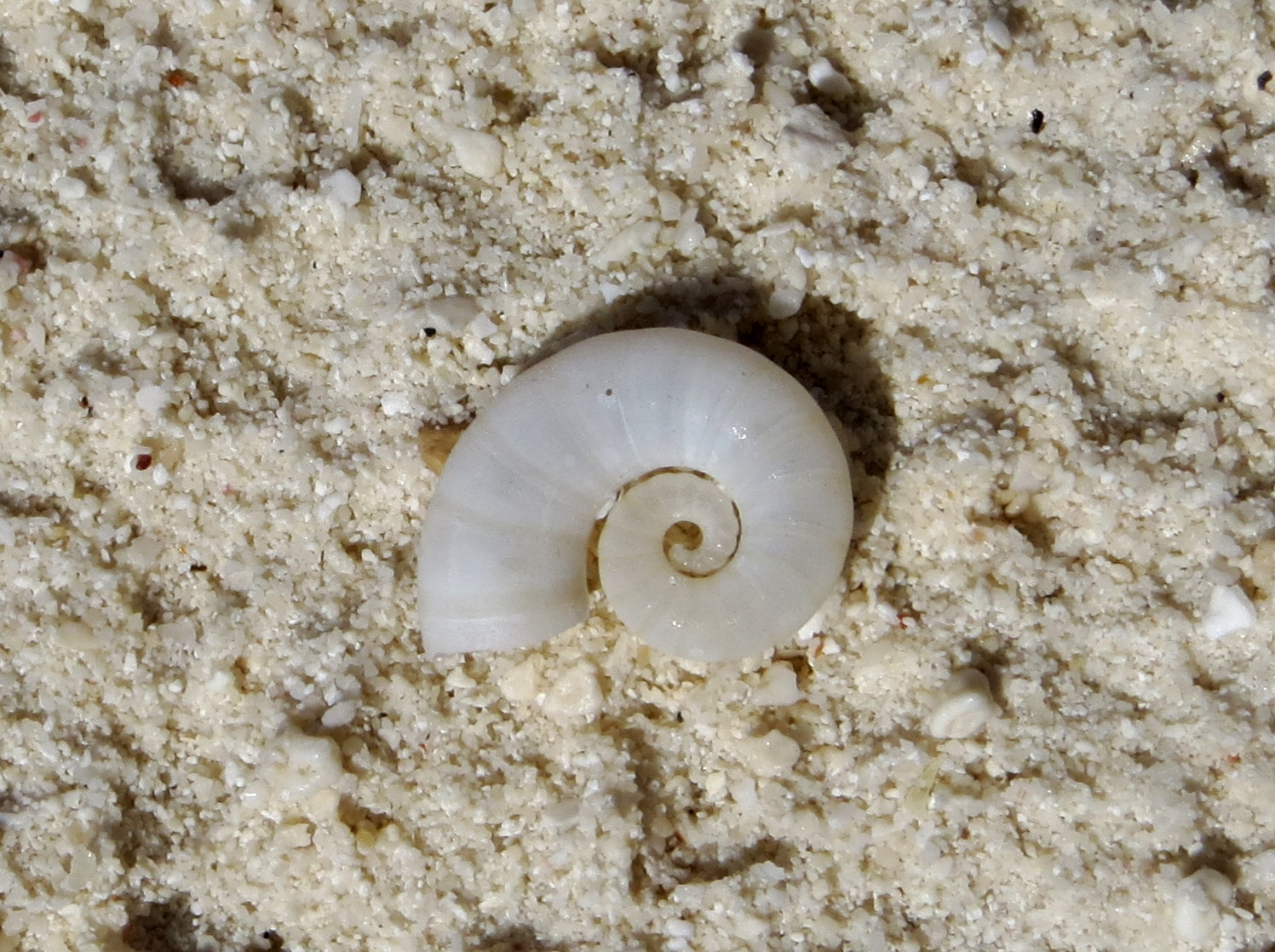
Coquille vide.
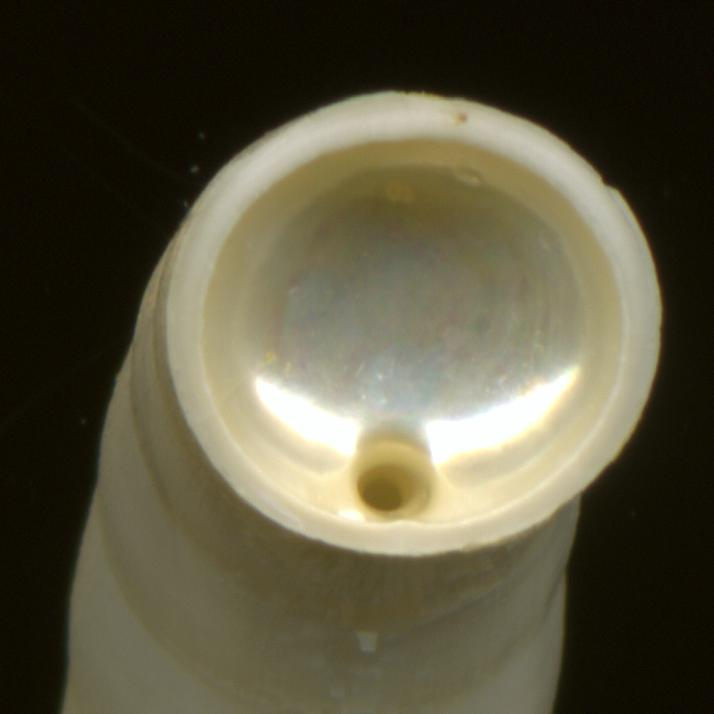
L'intérieur de la coquille est cloisonné avec un siphon
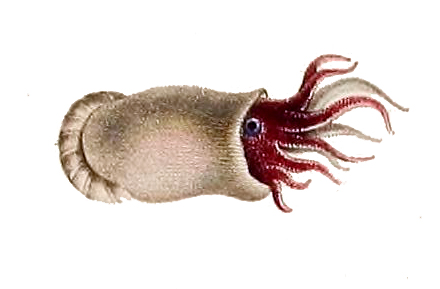
Animal de profil.
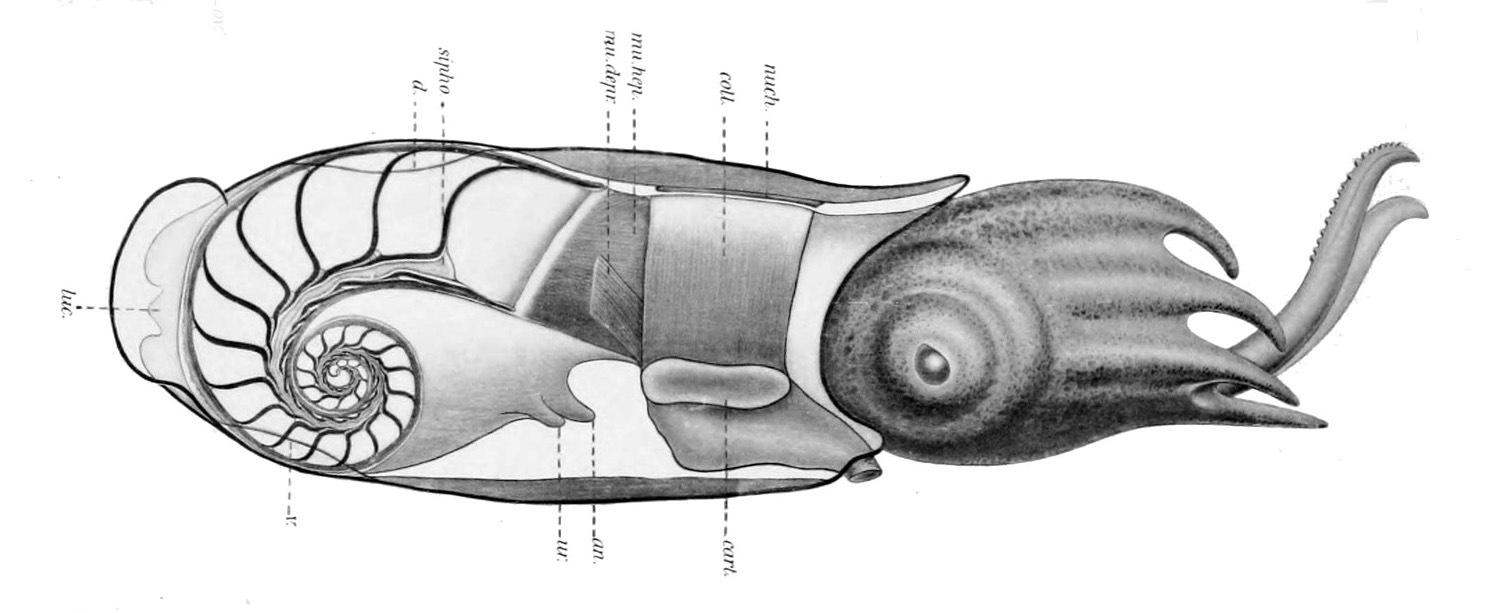
Schéma anatomique.

## Habitat et répartition
Ce sont des animaux pélagiques, à répartition mondiale dans les mers tropicales et subtropicales (partout où la température à 400 m de fond est supérieure à 10 °C). Spirula spirula est, entre autres, présente à Madagascar, en Nouvelle-Zélande, en Australie, au Brésil, au Maroc.
Ils vivent entre 600 et 700 m de profondeur (parfois plus de 1 750 m), mais remontent parfois jusqu'à moins de 300 m pendant la nuit.
La première observation d'une spirule dans son environnement a été publiée en 2020, et montre l'animal nageant tête vers le haut et coquille vers le bas (alors qu'on pensait jusque là que la coquille servait de flotteur).